# Terezie Kaliberová

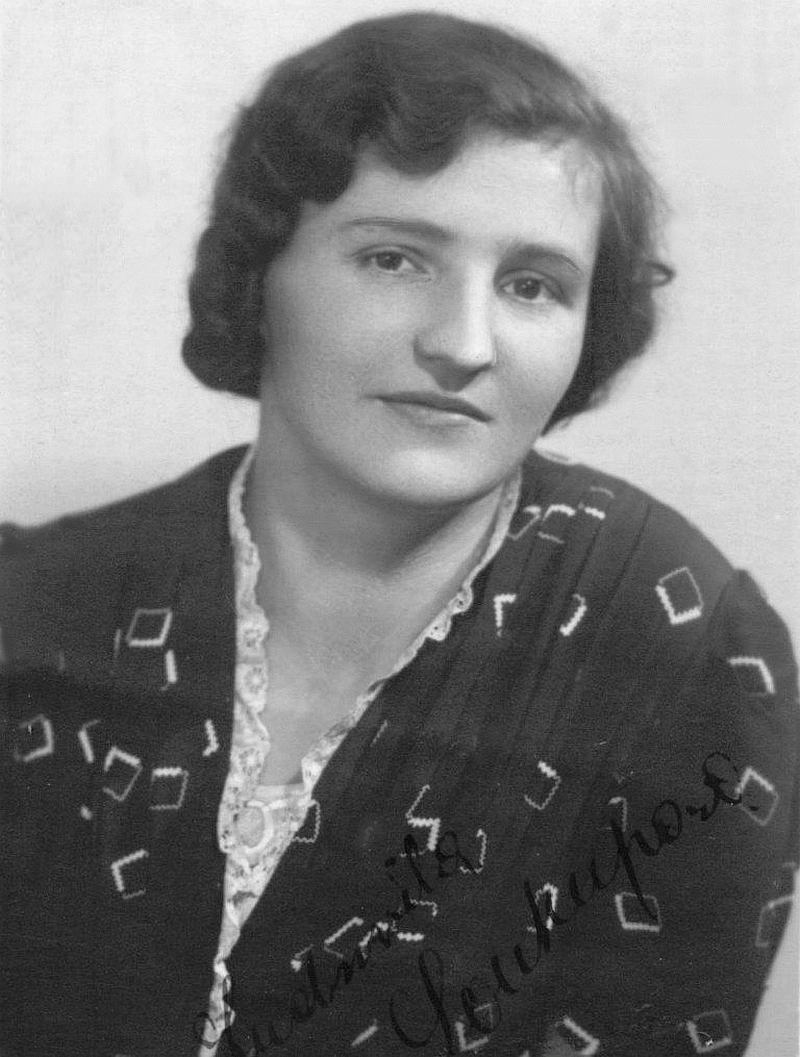
Ludmila Soukupová (rozená Kovárníková)

Terezie Kaliberová, rozená Veselá (29. července 1901 Radnice u Rokycan – 24. října 1942 koncentrační tábor Mauthausen) byla účastnicí protiněmeckého domácího odboje v Protektorátu Čechy a Morava a podporovatelkou parašutistů z okruhu odbojáře Jana Zelenky–Hajského.

## Život

### Rodinné zázemí
Terezie Veselá se narodila 29. července 1901 v Radnicích u Rokycan do rodiny sklářského mistra Františka Veselého a jeho manželky Terezie, roz. Schinedrové (za protektorátu bytem Kobrova 7, Praha–Smíchov). Terezie měla čtyři sourozence: Františka, Aloise, Marii a Annu.
Terezie Kaliberová byla za Protektorátu Čechy a Morava ženou v domácnosti. Jejím manželem byl oborový rada JUDr. Josef Kalibera. Manželé Kaliberovi bydleli v činžovním domě v Praze XI, Žerotínova (německy Zierotin–Strasse) číslo popisné 1642/49.

### Kontakty na odboj
Terezie Kaliberová byla členkou žižkovského sokola a dobrovolnou sestrou Československého červeného kříže. Dobře se znala s rodinou Marie a Aloise Moravcových.
S Janem Zelenkou–Hajským spolupracovala Terezie prostřednictvím Anny Šrámkové. V domácím protiněmeckém odboji vystupovala Terezie pod krycím jménem „Marie“ nebo „Lověna“ a během své odbojové činnosti spolupracovala s Ludmilou Soukupovou, a dostala se do kontaktu s Jozefem Gabčíkem, Janem Kubišem, Josefem Valčíkem a Adolfem Opálkou. Kromě jiné podpůrné činnosti pro domácí odboj Terezie Kaliberová prala a žehlila prádlo pro parašutisty.
Do odbojové činnosti zapojili manželé Kaliberovi na schůzce krajanů z Teplic i některé ze svých přátel: například Pravoslava Vykouka a jeho manželku Pavlu Vykoukovou z pražského Radotína.

### Zatčení
Terezie Kaliberová byla vzata do vazby (zatčena) německou bezpečnostní policií 26. června 1942 a pod vězeňským číslem 5435 byla v 16.40 hodin přijata do Pankrácké věznice v Praze na celu číslo 13. Ve stejný den byla zatčena i další podporovatelka parašutistů a odbojářka ÚVODu Zdenka Paková.

### Soud a věznění
V nepřítomnosti byla Terezie stanným soudem odsouzena k trestu smrti. Dne 13. října 1942 byla deportována do věznice gestapa v Malé pevnosti Terezín. Tam byla registrována pod vězeňským číslem 70 932. Její manžel JUDr. Josef Kalibera byl také zatčen a vyšetřován, ale po několika dnech byl (z nejasných důvodů) propuštěn na svobodu. Konce druhé světové války se dožil.

### V KT Mauthausen
Terezie Kaliberová byla zavražděna střelou do týla v koncentračním táboře Mauthausen v 11.34 hodin v sobotu 24. října 1942 ve skupině 262 československých vlastenců, kteří byli ten den (v čase od 8.30 do 17.42 hodin) zbaveni života stejným způsobem. Exekuce se konala v odstřelovacím koutě (německy: Genickschussecke) přikrytém černou látkou a maskovaném jako osobní výškoměr, který se nacházel v mauthusenském bunkru.

## Připomínky
- Její jméno (Kaliberová Terezie roz. Veselá *29. 7. 1901) je uvedeno na pomníku při pravoslavném chrámu svatého Cyrila a Metoděje (adresa: Praha 2, Resslova 9a). Pomník byl odhalen 26. ledna 2011 a je součástí Národního památníku obětí heydrichiády.[9][10][11]
- Na rohovém činžovním domě na adrese Praha 3, Hájkova 1642/07 je umístěna pamětní deska s následujícím textem: „V TOMTO DOMĚ / ILEGÁLNĚ PRACOVALA / TEREZIE KALIBEROVÁ / CHOŤ ODBOR. RADY, / KTERÁ POLOŽILA ŽIVOT / ZA VLAST V KONCENTR. TÁBOŘE / *29.7.1091 +24.10.1942 / RADNICE U ROKYCAN MAUTHAUSEN / NEZAPOMENEME“.[12]
- Podle Terezie Kaliberové byla v Praze 9 ve „Čtvrti Emila Kolbena“ pojmenována ulice. (Ulice nese název „Kaliberové“).[13] Návrh (na žádost společnosti Skanska Reality) chválila Rada hlavního města Prahy ve spolupráci s místopisnou komisí a s MČ Praha 9.[14]

## Galerie

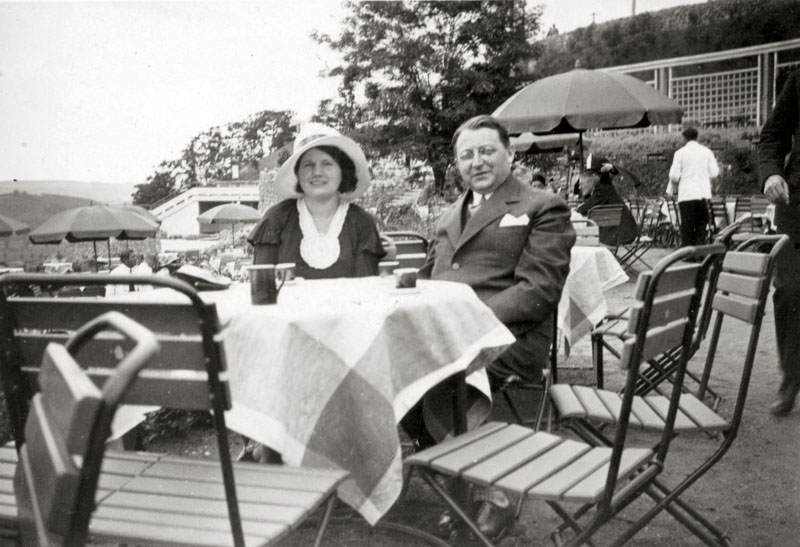
Terezie Kaliberová na schůzce s JUDr. Emanuelem Vojáčkem v pražských Letenských sadech
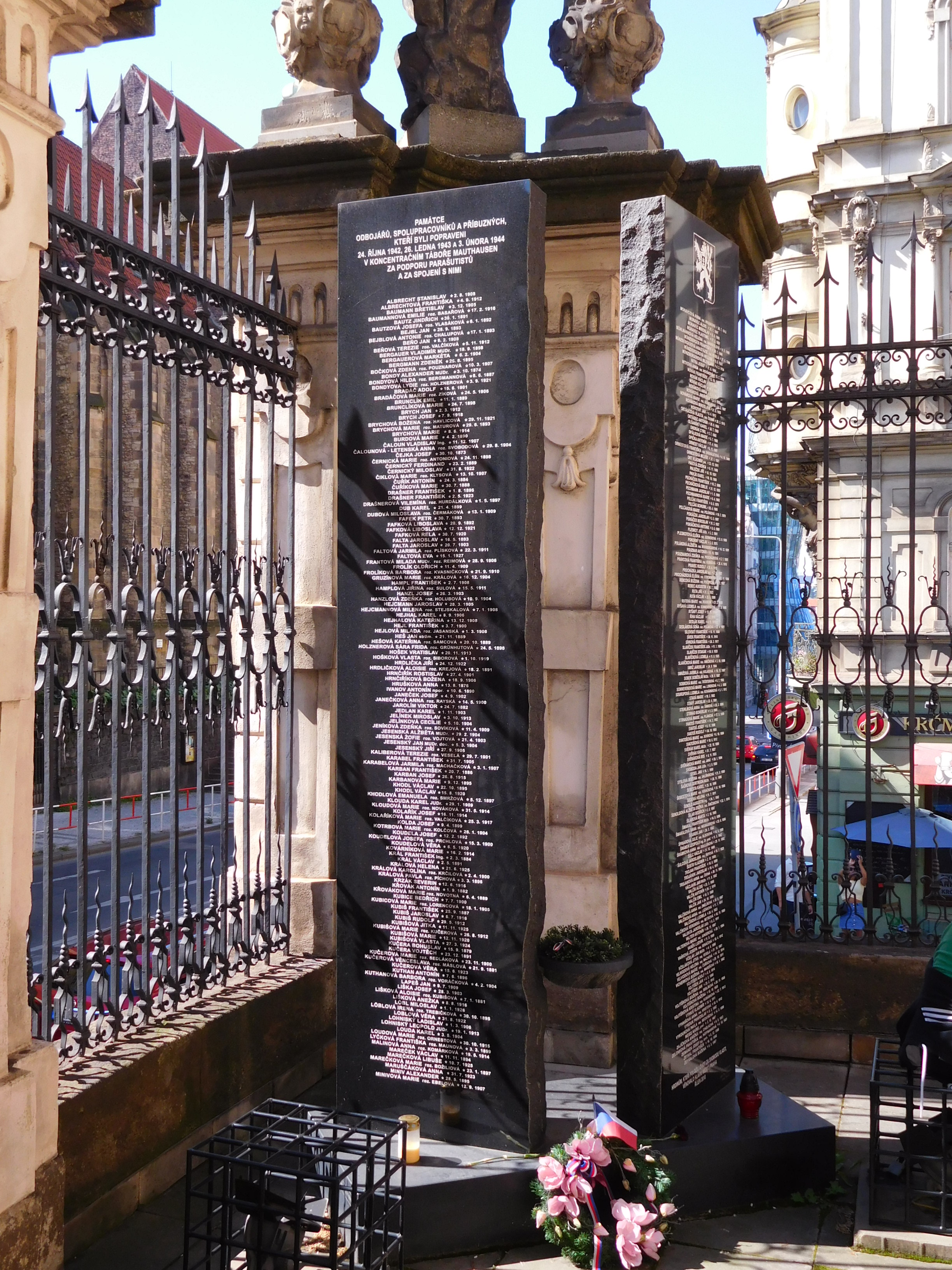
Pomník odbojářům popraveným a umučeným v souvislostí s operací Anthropoid (Resslova ulice)
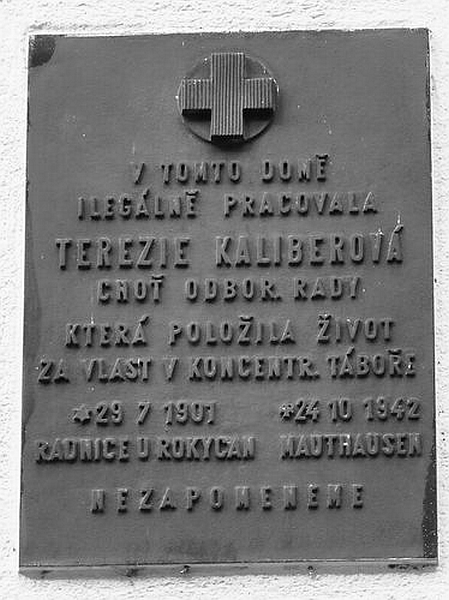
Pamětní deska v Praze 3 v ulici Hájkova